# Moechotypa delicatula
Moechotypa delicatula là một loài bọ cánh cứng trong họ Cerambycidae.

## Hình ảnh

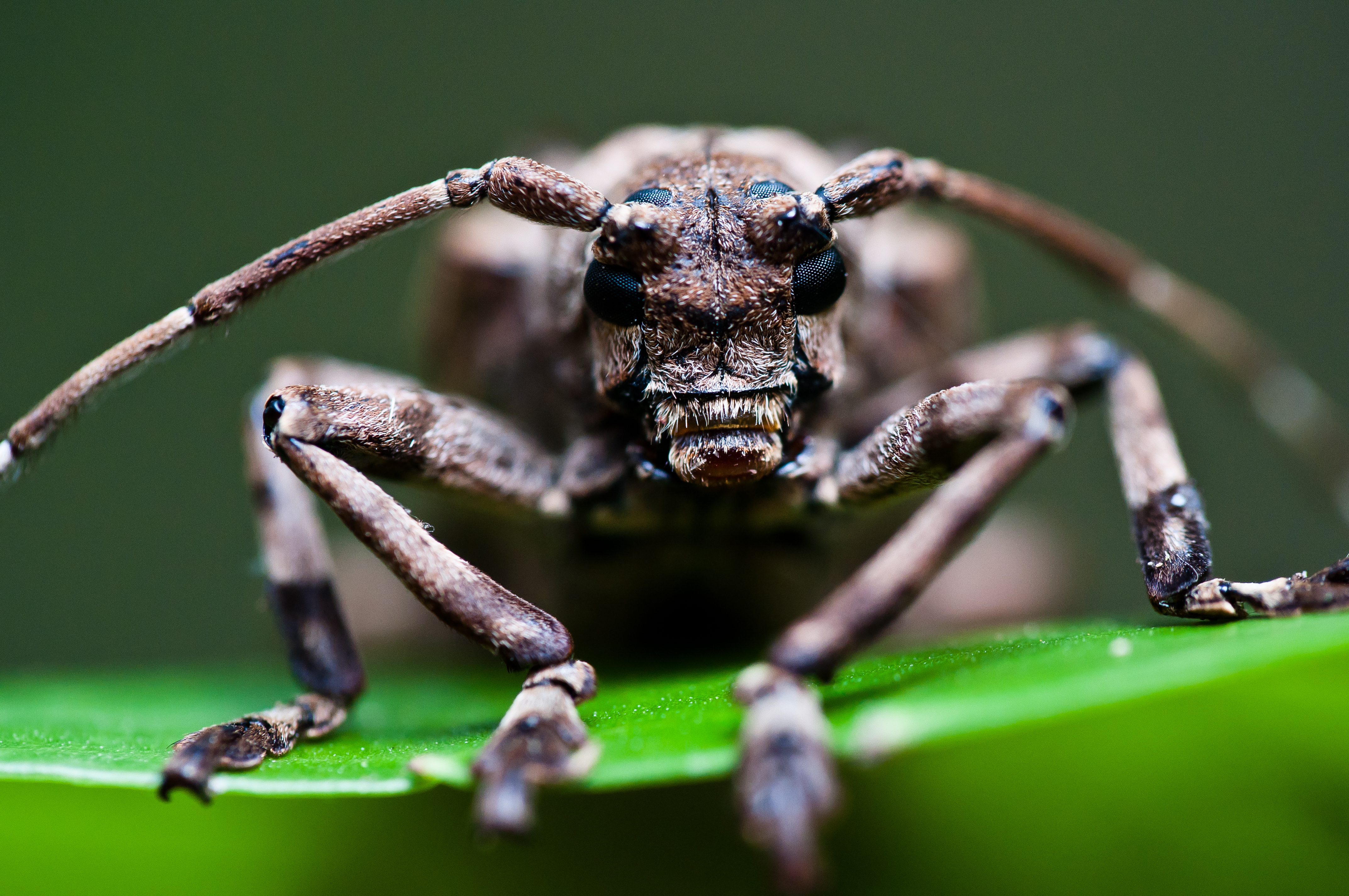